# Железное небо: Грядущая раса
«Желе́зное не́бо: Гряду́щая ра́са» (англ. Iron Sky: The Coming Race) — финско-немецкий фантастический комедийный боевик, снятый Тимо Вуоренсола и являющийся сиквелом фильма «Железное небо». Финансирование фильма осуществлялось посредством краудфандинга Indiegogo. Первоначальной датой выхода фильма на экраны было объявлено 14 февраля 2018 года, затем премьерный показ был запланирован на 22 августа 2018 года, но впоследствии перенесён на 16 января 2019 года (который состоялся в Финляндии).
Источником вдохновения послужила книга «Грядущая раса» Эдварда Бульвер-Литтона (1871). Сам фильм направлен на высмеивание теорий заговора, полой Земли, расы «рептилоидов», нацистского оккультизма и мистической силы «Врил», встречающихся в книге Бульвер-Литтона. В тизере фильма присутствует символ нацистского общества «Врил».

## Сюжет
Действия разворачиваются в 2047-м году, спустя 29 лет после нашествия лунных нацистов и ядерной войны на Земле, которая стала непригодной для жизни и была погружена в ядерную зиму. Остатки выживших землян поселились на бывшей лунной базе, где сформировалась крупная колония с нацистской диктатурой и новыми религиозными движениями: среди них даже так называемые «джобисты», следующие учениям Стива Джобса. Однако база постепенно разрушается из-за «лунотрясений», поскольку Луна тоже понесла серьёзный ущерб во время войны.
Оби — дочь Ренаты Рихтер и Джеймса Вашингтона из первого фильма — узнаёт, что в центре Земли могут скрываться выжившие, проживающие в каком-то подземном городе. Оби отправляется на Землю с экспедицией и попадает в доисторический мир с динозаврами, которыми правит рептилоидная раса врилов: к ней принадлежали многие мировые лидеры и даже Адольф Гитлер, которого находят живым и невредимым в подземном мире. Более того — Гитлер является родным братом бывшего лунного фюрера Вольфганга Кортцфляйша, который и создал из обезьян человеческую расу и которому всё-таки удалось пережить первую часть.
Следуя указаниям Кортцфляйша, Оби, русский механик и пилот Саша, охранник Малкольм и группа «джобистов» во главе с Дональдом проникают в подземный город Агарта, где находится Святой Грааль — источник питания и вечной молодости. Малкольм и «джобисты» попадают в лапы врилов. Гитлер и Стив Джобс, который тоже оказывается врилом, благодаря Дональду узнают местонахождение Кортцфляйша и съедают «джобистов», однако Малкольму удаётся сбежать. Выкрадывание Грааля рушит город, однако Оби, Саше и Малкольму удаётся бежать и вернуться на Луну, хотя они не подозревают, что за ними по пятам летит Гитлер на древнем корабле врилов. По возвращении домой Кортцфляйш берёт в заложники Ренату, ранит из пистолета Сашу и Малкольма и требует Оби отдать Грааль, однако в этот момент на лунную базу врывается Гитлер верхом на тираннозавре и нападает на брата и на людей. Пожилая Рената остаётся на базе, чтобы прикрыть эвакуацию землян, омолаживается с помощью Грааля и убивает Гитлера и его тираннозавра, однако Кортцфляйш затем стреляет в неё из пистолета. Оби, Саша и Малкольм эвакуируют население на корабль, а Саша устанавливает Грааль в качестве источника энергии и подключает его к двигателям корабля.
Корабль взлетает, но за ним гонится Кортцфляйш на корабле врилов, целясь из орудий по транспортнику. Хотя на корабле землян есть защитное поле, оно после многочисленных попаданий выходит из строя. Узнав, что у Кортцфляйша есть iPhone Дональда, Оби использует Сашин Nokia 3310, чтобы взломать сеть и послать сигнал самоуничтожения. Взрыв iPhone уничтожает корабль врилов.
Во время ужина, Малкольм признаётся Саше, что не посягает на Оби, так как предпочитает мускулистых парней, после чего умирает от пищевой аллергии. Во время похорон Ренаты и Малкольма, Малкольм внезапно встаёт из гроба и объясняет, что он просто упал в кому и что на протяжении всей жизни из-за комы его много раз хоронили. Корабль землян отправляется на долгий полёт на Марс. Оби и Саша признаются друг другу в любви.
Во время титров, на Марсе показана советская база в форме серпа и молота.

## В ролях
- Лара Росси[англ.] — Обианажу «Оби» Вашингтон[1], главная героиня
- Владимир Бурлаков — Саша, русский механик и пилот
- Кит Дэйл — Малкольм, охранник лунной базы
- Юлия Дитце — Рената Рихтер[1], руководительница лунной базы, мать Оби
- Удо Кир — Вольфганг Корцфляйш, бывший лунный фюрер, и Адольф Гитлер[1]
- Том Грин — Дональд[1], лидер секты Джобистов
- Кари Берг — джобистка Лена
- Джон Фландерс — Гэри
- Стефани Пол[англ.] — Президент США
- Юкка Хильден — Урбан II[1]
- Кари Кетонен — Владимир Путин[1]
- Рики Уотсон — Стив Питерсен
- Дута Схиртладзе — Иосиф Сталин
- Аббас Ширафкан — Усама бен Ладен
- Франческо Итальяно — Калигула
- Гаэтан Вендерс — Стив Джобс
- Аманда Волзак — Маргарет Тэтчер
- Муя Лубамбу Тшиниока — Иди Амин
- Васко де Бейкелер — Мао Цзедун
- Ллойд Ли — Ким Чен Ын
- Антуан Плэзент — Марк Цукерберг
- Хон Пинг Танг — Чингисхан
- Теро Каукомаа — Урхо Кекконен

## Производство
20 мая 2012 года продюсер Теро Каукомаа заявил, что есть планы снять сиквел и приквел к «Железному небу», но не раскрыл детали. Тимо Вуоренсола объявил в мае 2013 года о съёмке сиквела «Железное небо: Грядущая раса», съёмки которого профинансируют фанаты благодаря Indiegogo (требовалась сумма в 15 миллионов долларов США). В 2014 году было показано промо-видео на Каннском кинофестивале, в этом же году завершилось составление сценария.
В 2015 году начались съёмки, причём ещё за два года до того, в июле 2013 года Вуоренсола сказал, что ему предложили снять фильм в Хорватии.. Сценаристом был с февраля 2014 года Далан Муссон. К финансированию фильма подключились Фонд финских фильмов и Совет СМИ земли Берлин-Бранденбург. 5 ноября 2014 года Energia Productions объявила о новой краудфаундинговой кампании с просьбой собрать 500 тысяч долларов США до 20 декабря, а к моменту завершения кампании было собрано 560949 долларов.
22 ноября 2014 года Ллойд Кауфман из Troma Entertainment сказал, что сыграет самого себя в фильме. 18 сентября 2015 года Вуоренсола объявил, что съёмки начнутся в Бельгии на AED Studios, а в октябре 2016 года объявил о ещё одной краудфаундинговой кампании. Вуоренсола просил выделить средства на спецэффекты для нескольких сцен, которые могли не попасть в фильм.

## Маркетинг
6 ноября 2014 года канал IronSky на YouTube опубликовал первый тизер-трейлер фильма, ещё два появились в декабре (с участием Кари Кетонена и Юкки Хильдена).